# 西安路 (大连)
西安路是位于辽宁省大连市沙河口区的一条街道，也是大连市区西部的新兴商业区，仅次于市区东部历史悠久的青泥洼桥商业区。位于大连市区西部，在青泥洼桥以西几公里。道路呈南北走向，南至和平广场，北至沙河口火车站，长约2.1公里。商业区则是兴工街路口至黄河路路口一段。

## 历史
日本统治大连时期，西安路名为大正通，是大连至金州的必经之路。当时凭借满铁沙河口工场（今大连机车厂），商业开始缓慢发展。20世纪末开始快速发展：
- 1997年，马来西亚百盛入驻西安路；
- 2000年，家乐福在此开设大连市第一家分店；
- 2001年，锦辉商城（现为锦辉购物广场）开业；
- 2002年，市区西部最大的水产品市场长兴市场开业；
- 2003年，在长兴市场1至4层开设电子城、家具城，至此商业区基本形成；
- 2005年，沃尔玛及友谊商店进驻西安路新建的福佳新天地购物广场，同年已在此开设分店的日资商场麦凯乐扩大规模，新建天兴罗斯福广场，面积约19万平方米。[1]

## 商场
- 锦辉购物广场
- 福佳新天地购物广场
- 天兴罗斯福广场
- 民勇嘉泰广场（2008年开业）
- 西安路百盛
- 君安大厦
- 长兴市场、长兴电子城
- 科技广场（温州商城）
- 机车商厦
- 科技谷（已歇业，被锦辉兼并）

### 社会事业
- 大连市口腔医院
- 大连机车医院
- 大连市第八中学
- 大连市朝鲜族基督教堂